# Consensus de Buenos Aires
Le consensus de Buenos Aires est une doctrine politico-économique établie par divers gouvernements de gauche d'Amérique latine dans les années 2000 en opposition au consensus de Washington. Le consensus s'inscrit dans une perspective globale anti-néolibérale, pouvant être qualifiée d'altermondialiste.

## Historique
En 2003, Luiz Inacio Lula da Silva, issu des rangs du Parti des travailleurs brésilien (gauche) arrive à la tête de l'État brésilien, tandis que Nestor Kirchner (également de gauche) prend ses fonctions comme président de la Nation argentine. En octobre de la même année, les nouveaux leaders des deux économies majeures d'Amérique du Sud se rencontrent à Buenos Aires, où ils adoptent le « consensus de Buenos Aires », rejetant la doctrine dérivée du consensus de Washington de 1989 (théorisé après la crise de 1982) et dénonçant les institutions cherchant à appliquer celle-ci aux pays en développement telles que le FMI, la Banque mondiale ou l'OMC.

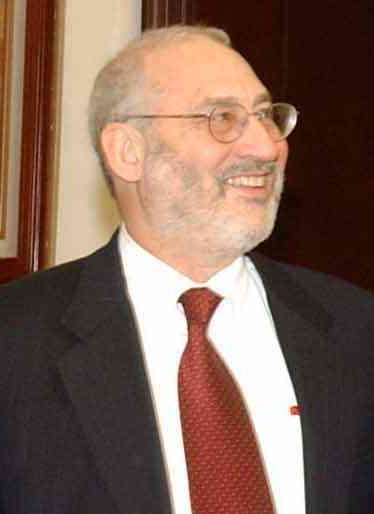
Joseph E. Stiglitz

Le consensus s'inspire grandement des idées de l'économiste Joseph Stiglitz et a vocation à s'imposer comme la nouvelle doctrine politico-économique du sous-continent latino-américain, tournant ainsi le dos à des décennies d'application des recommandations néolibérales des institutions mondiales sous la forme des PAS (Plans d'Ajustement Structurel) lors de la crise de la dette, et donc à la « décennie perdue » de l'Amérique latine.

## Idéologie
La déclaration de 2003 se divise en 22 points.
1. Tous les peuples peuvent prétendre au plein exercice de leurs droits et libertés fondamentaux, parmi lesquels le droit au développement et la justice sociale ; le rôle des gouvernements est de garantir cet exercice et de promouvoir la coopération bilatérale et régionale, le tout en accord avec les objectifs établis lors du Sommet du Millénaire.
2. La démocratie doit être consolidée dans la région et incombe aux gouvernements démocratiquement élus la responsabilité de mener de grandes luttes (contre la pauvreté, les inégalités, le chômage, la faim, l'analphabétisme et la maladie) et d'en assumer les résultats.
3. Le processus d'intégration régionale doit être accéléré, intégrer la société civile et donner naissance à un dialogue ouvert.
4. Les nations d'Amérique latine doivent répondre aux nouveaux enjeux du XXIe siècle, dans le cadre d'une mondialisation accrue et d'une concentration financière toujours plus grande.
5. Les signataires du consensus s'engagent à mettre en place des politiques économiques et sociales plus justes afin de soutenir la croissance et de mieux en répartir ses fruits.
6. Le système d'aides sociales n'est qu'un palliatif (certes obligatoire) et ne peut prétendre résoudre le problème de la pauvreté ; en conséquence, tout ce qui peut être fait pour réduire le taux de chômage élevé, fléau régional, et créer des conditions favorables au développement des entreprises et aux investissements productifs devra l'être.
7. Les États sont amenés à jouer un rôle stratégique et doivent donc renforcer les institutions, professionnaliser l'administration publique, améliorer leurs capacités de réponse, accroître leur efficacité et assurer une plus grande transparence dans les processus décisionnels.
8. L'aspiration commune au développement implique de donner la priorité absolue à l'éducation, formidable outil d'inclusion sociale.
9. Toute la société doit être guidée par les objectifs d'un développement économique et social équilibré.
10. Si la révolution numérique constitue une opportunité fantastique en termes de diffusion culturelle et démocratique, une infrastructure adaptée doit cependant voir le jour afin de pallier les risques d'exclusion par la création d'un fossé technologique à toutes les échelles.
11. Les universités et instituts scientifiques doivent être soutenus activement, afin de donner naissance à un pôle scientifique et technologique régional, approfondissant la recherche fondamentale et appliquée.
12. Nombre des problèmes contemporains de l'Amérique latine prennent racine dans les déséquilibres territoriaux au sein même des nations, à qui revient la tâche de mettre en œuvre des politiques de développement régional respectant la diversité des territoires.
13. Le travail décent tel que le définit l'OIT (Organisation Internationale du Travail) est une condition nécessaire de la promotion du niveau de vie des peuples et de leur participation au progrès matériel et humain.
14. Les signataires réaffirment leur adhésion aux principes consacrés par la Déclaration de Rio sur l'environnement et le développement et au programme Action 21 qui en découle. Des efforts communs doivent être faits dans la recherche de solutions durables dans la gestion des ressources et l'accès à celles-ci.
15. Le Mercosur n'est pas seulement une alliance économique mais aussi un espace visant à catalyser des valeurs et traditions vers un avenir commun, et l'intégration doit être poursuivie dans ce sens.
16. L'intégration régionale permettra aux pays d'Amérique du Sud de parler d'une seule voix amplifiée, face aux déstabilisations engendrées par la mondialisation financière capitaliste, et accroîtra leurs capacités de négociation avec les pays plus développés ; elle doit donc être promue, mais dans l'intérêt de tous et dans le cadre des valeurs défendues par le consensus.
17. Les négociations du cycle de Doha doivent être poursuivies, avec une coopération de la part des pays développés pour construire système commercial multilatéral, ouvert, ni faussé ni discriminatoire ; de nouvelles alliances et stratégies communes avec les pays partageant les valeurs des signataires doivent voir le jour.
18. Dans le cadre de la poursuite de la prospérité commune, une coordination étroite et continue ainsi que des accords équilibrés avec les partenaires du Mercosur, comme la Communauté andine, sont souhaitables ; dans cet esprit, les négociations pour la ZLEA (Zone de Libre-Echange des Amériques) (qui ne verra finalement pas le jour) doivent se poursuivre.
19. La gestion de la dette publique doit avoir pour horizon la création de richesses et d'emplois, la protection de l'épargne, la réduction de la pauvreté, la promotion de l'éducation et de la santé, ainsi que le maintien des politiques pour un développement économique et social durable.
20. Les signataires soulignent leur attachement à l'ordre mondial multilatéral promu par l'ONU fondé sur l'égalité souveraine des États et refusent l'unilatéralisme.
21. La sécurité internationale, et notamment le désarmement mondial et la non-prolifération nucléaire, doivent demeurer au premier plan des préoccupations multilatérales internationales. Il faut lutter contre les menaces à la paix et à la sécurité, et contre le terrorisme, mais toujours dans le cadre de l'ONU et de son Conseil de sécurité qui doivent garder son rôle central au sein des relations internationales.
22. Les signataires affirment la volonté commune de collaborer à la réalisation du consensus et appellent tous les pays d'Amérique latine à les rejoindre dans leur quête d'une société plus juste, équitable et solidaire et d'une consolidation de la démocratie.

## Postérité
Le consensus est considéré par certains comme un tournant dans l'intégration régionale sud-américaine, avec la volonté commune de promouvoir le Mercosur et la coopération étroite entre tous les pays et communautés. Dès 2004, de nouveaux pays entrent dans le marché commun ou officialisent leur candidature, et la dimension sociale et politique de l'organisation est fortement accrue, avec notamment la création du FOCEM (Fonds pour la Convergence Structurelle du Mercosur) et l'approbation du Programme pour le Travail 2004-2006, qui s'inscrit dans la lignée du consensus de Buenos Aires.

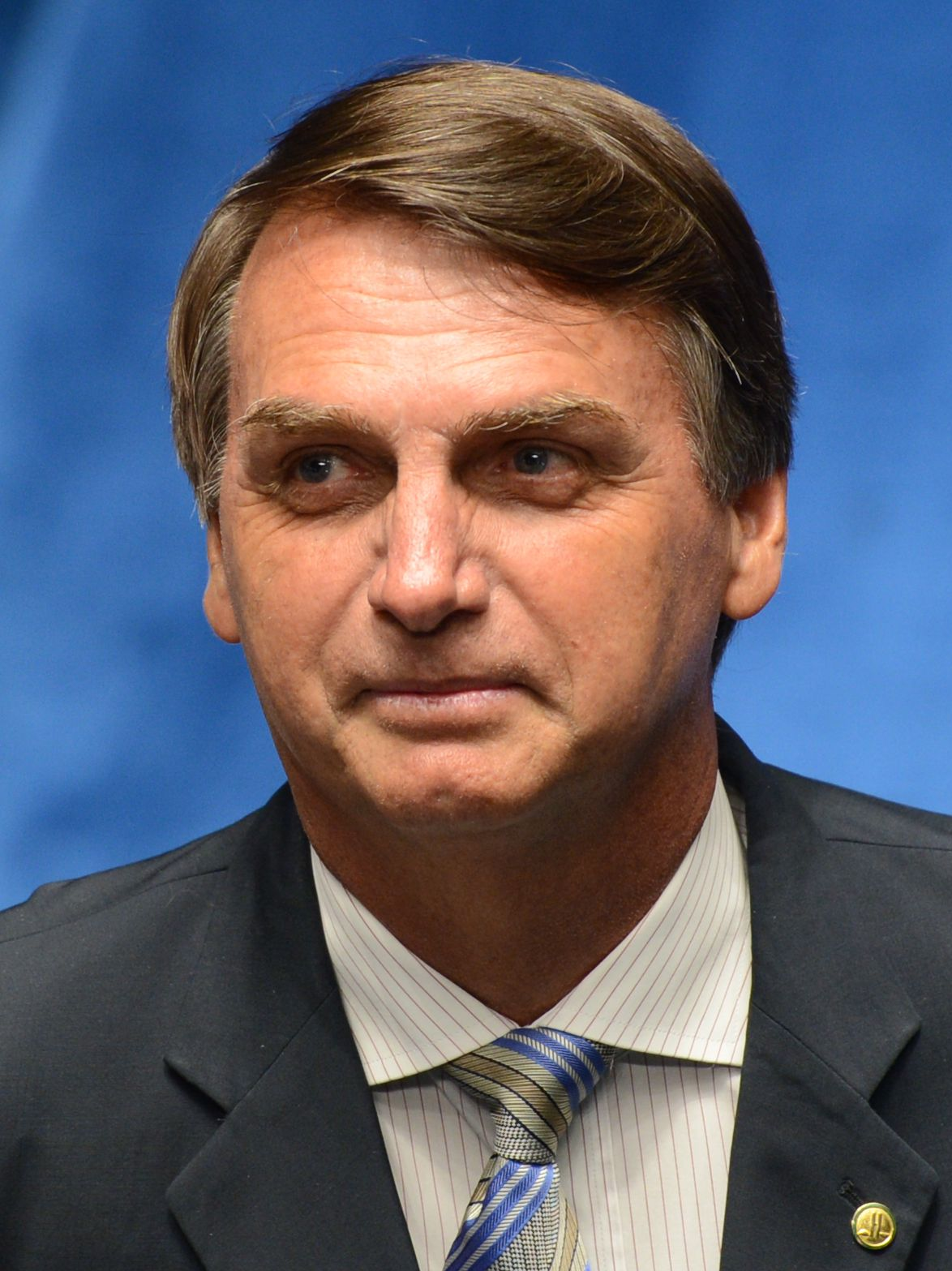
Jair Bolsonaro

La signature du consensus intervient au moment où l'Amérique latine connaît un fort virage à gauche, au tournant des années 2000, avec l'arrivée au pouvoir de dirigeants tels que Hugo Chavez (Venezuela), Michelle Bachelet (Chili), ou encore Lula et Kirchner : ainsi, le consensus s'inscrit dans une mouvance fortement classée à gauche et son application future se voit ensuite menacée par le rejet à l'échelle du sous-continent latino-américain de la gauche, notamment avec l'élection au Brésil de Jair Bolsonaro (extrême-droite) et en Argentine de Mauricio Macri (droite). De plus, la « panne » relative contemporaine du Mercosur semble contredire les ambitions affichées par les dirigeants signataires.